# Richárd Rapport
 Richárd Rapport (* 25. März 1996 in Szombathely) ist ein ungarischer Schachgroßmeister, der von September 2022 bis Juli 2024 für den rumänischen Schachverband antrat.

## Leben
Rapport wuchs im Dorf Sé, einem Vorort von Szombathely, wenige Kilometer von der ungarisch-österreichischen Grenze auf. Das Schachspiel lernte er mit vier Jahren von seinem Vater Tamás, der ein Elo-Rating von knapp unter 2000 hat. Wegen einer schlechten Note in Mathematik hat er mit neun Jahren angefangen, intensiv Schach zu trainieren. Im Juni 2006 wurde Rapport Mitglied der vom Ungarischen Nationalen Nachwuchsinstitut (ungarisch Nemzeti Utánpótlás-nevelési Intézet) unterstützten Zentralen Schachschule Géza Maróczy (ungarisch Maróczy Géza Központi Sakkiskola). 2006 gewann er die Europameisterschaft der Europäischen Union in der Altersklasse U10 in Mureck. Trainiert wurde Rapport unter anderem von Emil Anka, Péter Lukács, József Pintér und Róbert Ruck.
Rapport erreichte den Titel Internationaler Meister im Jahr 2009. Die erforderlichen Normen erfüllte bei der offenen ungarischen Meisterschaft 2008 in Harkány sowie 2009 beim Genset Cup in Szombathely und beim First Saturday GM August in Budapest. Im gleichen Jahr erfüllte er beim Turnier First Saturday in Budapest seine erste Großmeisternorm. Im März 2010 erfüllte er beim Gotth'Art Pokal in Szentgotthárd die dritte Norm. Er wurde in diesem Turnier Zweiter hinter seinem Trainer Alexander Beliavsky, punktgleich mit der ungarischen Schachlegende Lajos Portisch. Mit der Normerfüllung im Alter von 13 Jahren, 11 Monaten und 6 Tagen ist er der jüngste ungarische Schachgroßmeister, den Rekord hielt bisher der spätere Vize-Weltmeister Péter Lékó. Weltweit ist Rapport damit der fünftjüngste Schachgroßmeister aller Zeiten. Ab Mai 2010 konnte er den Großmeister-Titel tragen, da er ab diesem Zeitpunkt eine Elo-Zahl von über 2500 erreicht hatte.
2013 kam er beim Tata-Steel-Schachturnier in der B-Gruppe mit 9 Punkten aus 13 Partien nach Wertung auf den 2. Platz hinter dem punktgleichen Arkadij Naiditsch. Im Mai 2013 gewann Rapport das 21. Sigeman & Co-Turnier in Malmö mit 4,5 Punkten aus sieben Partien nach Wertung vor Nigel Short und Nils Grandelius. Im Dezember 2013 gewann er in Warschau mit 9,5 Punkten aus elf Partien die Europameisterschaft im Schnellschach.
2014 trat er erstmals für Ungarn bei einer Schacholympiade an und erreichte mit der Mannschaft den zweiten Platz, auch bei der Schacholympiade 2016 gehörte er zur ungarischen Auswahl. Ferner nahm Rapport mit Ungarn an den Mannschaftseuropameisterschaften 2015 und 2017 teil, dabei erreichte er 2015 mit der Mannschaft den dritten Platz und gewann die Einzelwertung an Brett 2.
2016 heiratete er die Frauengroßmeisterin Jovana Vojinović. Rapport gewann 2017 in Zalakaros die ungarische Einzelmeisterschaft.
2022 spielte er beim FIDE Grand Prix die Turniere in Berlin und Belgrad. Durch seinen zweiten Platz in der Gesamtwertung qualifizierte er sich für das Kandidatenturnier 2022 in Madrid.
2023 arbeitete er während der Schachweltmeisterschaft als Sekundant von Ding Liren.

## Vereine
In der ungarischen Mannschaftsmeisterschaft spielte Rapport von 2008 bis 2010 für Csuti Antal SK Zalaegerszeg, seit 2010 spielt er für Szombathelyi MÁV Haladás VSE.
In der deutschen Schachbundesliga spielte Rapport von 2011 bis 2013 für Werder Bremen, von 2013 bis 2015 für die SV 1930 Hockenheim, von der Saison 2015/16 bis zur Saison 2017/18 spielte er für die Schachgesellschaft Solingen, mit der er 2016 Meister wurde. Seit der Saison 2018/19 spielt er für die OSG Baden-Baden und wurde mit dieser 2019 und 2020 Meister. In der österreichischen Bundesliga spielte Rapport von der Saison 2010/11 bis zur Saison 2012/13 für den SK Sparkasse Fürstenfeld, danach bis 2017/18 für den SK MPÖ Maria Saal, mit dem er 2016 österreichischer Mannschaftsmeister wurde, und seit der Saison 2020/21 für den SV "Das Wien" St. Veit an der Glan, österreichischer Mannschaftsmeister 2021. In der britischen Four Nations Chess League spielt Rapport seit 2018 für Manx Liberty, die französische Mannschaftsmeisterschaft gewann er 2013 mit Clichy-Echecs. Die spanische División de Honor gewann Rapport 2016 mit Sestao Fundacion EDP. In der chinesischen Mannschaftsmeisterschaft spielte er 2016 und 2019 für Chengdu und 2017 für Shenzhen. Am European Club Cup nahm Rapport 2009 mit Csuti Antal SK Zalaegerszeg, 2011 mit Szombathelyi MÁV Haladás VSE, 2013 mit Clichy-Echecs und 2016 mit VŠK Sveti Nikolaj Srpski Valjevo teil.

## Partiebeispiel
|   | a | b | c | d | e | f | g | h |   |
| 8 |   |   |   |   |   |   |   |   | 8 |
| 7 |   |   |   |   |   |   |   |   | 7 |
| 6 |   |   |   |   |   |   |   |   | 6 |
| 5 |   |   |   |   |   |   |   |   | 5 |
| 4 |   |   |   |   |   |   |   |   | 4 |
| 3 |   |   |   |   |   |   |   |   | 3 |
| 2 |   |   |   |   |   |   |   |   | 2 |
| 1 |   |   |   |   |   |   |   |   | 1 |
|   | a | b | c | d | e | f | g | h |   |

Eine spektakuläre Partie gelang Rapport beim Mitropa-Cup in Chur im Juni 2010 gegen den damaligen deutschen Meister Niclas Huschenbeth.
Rapport–Huschenbeth 1:0
Chur, 4. Juni 2010
Angenommenes Damengambit, D24
1. d2–d4 d7–d5 2. Sg1–f3 Sg8–f6 3. c2–c4 d5xc4 4. Sb1–c3 a7–a6 5. e2–e4 b7–b5 6. e4–e5 Sf6–d5 7. a2–a4 Lc8–b7 8. e5–e6 Ein Bauernopfer, um die Entwicklung des schwarzen Königsflügels zu behindern.  8. … f7xe6 9. Lf1–e2 Sd5xc3 10. b2xc3 Dd8–d5 11. Sf3–g5 Rapport gibt auch noch den Bauern g2, um den Schwachpunkt e6 angreifen zu können. 11. … Dd5xg2 12. Th1–f1 Sb8–d7 13. Sg5xe6 Ta8–c8 14. a4xb5 a6xb5 15. Ta1–a7 Dg2–c6 16. Le2–g4 Dc6–b6 Hier wäre Sf6 besser gewesen 17. Se6–c5 Db6xa7 18. Lg4xd7+ Ke8–d8 19. Dd1–h5 droht Matt auf e8 19. … g7–g6 20. Ld7xb5 Schwarz kann nun die weiße Dame wegen der Drohung Se6 matt nicht schlagen. 20. … c7–c6 21. Dh5–d5+ Schwarz gab auf. Nach 21. … cxd5 setzt 22. Se6 matt, und auch nach 21. … Kc7 22. Lf4+ e5 23. Lxe5+ Kb6 24. Sd7+ Ka5 25. Dxc4 cxb5 26. Da2+ wird der schwarze König mattgesetzt.